# Maninghem
Maninghem ist eine Gemeinde im französischen Département Pas-de-Calais in der Region Hauts-de-France. Sie gehört zum Kanton Lumbres im Arrondissement Montreuil. Nachbargemeinden sind Hucqueliers im Nordwesten, Wicquinghem im Norden, Avesnes im Osten, Herly im Südosten, Quilen im Süden und Bimont im Westen.

## Bevölkerungsentwicklung
| Jahr      | 1962 | 1968 | 1975 | 1982 | 1990 | 1999 | 2008 | 2014 |
| --------- | ---- | ---- | ---- | ---- | ---- | ---- | ---- | ---- |
| Einwohner | 122  | 112  | 121  | 127  | 161  | 137  | 144  | 151  |